# Xanthostege plana
Xanthostege plana là một loài bướm đêm trong họ Crambidae.